# 日本オイスター協会
日本オイスター協会（にほんオイスターきょうかい Japan Oyster Association  略称JOA）はオイスターマイスターの育成を通してカキの需要と供給の増加と正しいカキの情報の提供を目的としている団体。

## 運営
2005年創設当時よりトランサイクル・ジャパン株式会社（東京都千代田区）が運営管理を行っていたが、2010年7月7日に独立法人として運営を開始している。